# خاسپولاد
خاسپولاد (به ترکی آذربایجانی: Xaspolad) یک منطقه مسکونی در جمهوری آذربایجان است که در شهرستان قوبا واقع شده است.